# Alexander Müller-Elmau
Alexander Müller-Elmau (* 25. November 1961 in Göttingen) ist ein deutscher Bühnenbildner, Autor und Regisseur.

## Leben
Alexander Müller-Elmau entstammt einer Theaterdynastie: sein Großvater war der bekannte Regisseur und Schauspieler Eberhard Müller-Elmau, sein Vater der Schauspieler Raidar Müller-Elmau. Seine Schwester ist die Schauspielerin Katharina, sein Onkel der Regisseur und Schauspieler Markwart Müller-Elmau, eine Cousine ist Natalie Müller-Elmau, 3sat-Koordinatorin im ZDF, eine andere Cousine die Schauspielerin Carolin Conrad. Sein Urgroßvater war der Philosoph Johannes Müller, Gründer von Schloss Elmau. Seit 1998 ist er mit der Sängerin Julia von Miller verheiratet, er hat zwei Töchter.

## Bühnenbildner
Müller-Elmau studierte nach einem Praktikum an den Werkstätten des Düsseldorfer Schauspielhauses an der Kunsthochschule Köln für Bühnen- und Kostümbild bei Rolf Glittenberg. In München studierte er Philosophie und Theaterwissenschaft. Er war Bühnenbild- und Regieassistent an verschiedenen Opernhäusern in Europa. Ab 1992 begann er als selbstständiger Bühnen- und Kostümbildner für Oper und Schauspiel an der Staatsoper München sowie am Bayerischen Staatsschauspiel. Mit Hans-Ulrich Becker entstanden zahlreiche weitere Arbeiten u. a. in Aachen und Mannheim (jeweils unter der Intendanz von Klaus Schultz), am Staatstheater Stuttgart, Residenztheater München, in Heidelberg und Bochum, am Deutschen Theater Berlin, Thalia Theater Hamburg, Staatstheater Stuttgart und am Theater der Josefstadt Wien. Eine kontinuierliche Zusammenarbeit verbindet ihn auch mit der Schauspielregisseurin Amélie Niermeyer (u. a. München und Frankfurt, Düsseldorf). Stationen seiner Tätigkeit für das Musiktheater waren Saarbrücken, Bonn, Kapstadt, Strasbourg, München, Hamburg. 1995 war er im Auftrag des Goethe-Institutes in Brasilien Dozent für Bühnenbild. 1996 hatte er einen Lehrauftrag für Theaterwissenschaft an der Uni Mainz.
Er wurde von Theater heute als Nachwuchs- sowie als Bühnenbildner des Jahres ausgezeichnet; es folgten mehrere Einladungen zum Theatertreffen Berlin, zum Südamerikanischen Theatertreffen in Sao Paulo, Theatertreffen Moskau und andere.

## Autor
Alexander Müller-Elmau ist daneben auch als Dramatiker bekannt geworden; sieben Bühnenwerke erschienen seit 1991 im S. Fischer Verlag (u. a. Foraminifere, uraufgeführt 1994 am Staatstheater Stuttgart, Joas Traum, uraufgeführt am Luzerner Theater, Die Verschwundenen, uraufgeführt am Staatstheater Stuttgart, Irrlicht, uraufgeführt am Stadttheater Freiburg), sowie die Dramatisierungen von Kafkas Amerika und Kafkas Schloß, beide am Düsseldorfer Schauspielhaus uraufgeführt.

## Regie
Seit 2003 führt Alexander Müller-Elmau selbst Regie. Stationen waren bisher das Staatstheater Stuttgart, das Theater Heidelberg, das Theater Freiburg, das Düsseldorfer Schauspielhaus sowie das Oldenburgische Staatstheater.